# تيكمو كوب فوتبول جيم
تيكمو كوب فوتبول جيم (بالإنجليزية: Tecmo Cup Football Game)‏ ، هي لعبة فيديو من نوع لعبة المحاكاة لكرة القدم، أنتجت شركة سيجا عام 1993م، ولكنها أضطرت لإلغاء الإصدار.